# Landwehrkanal

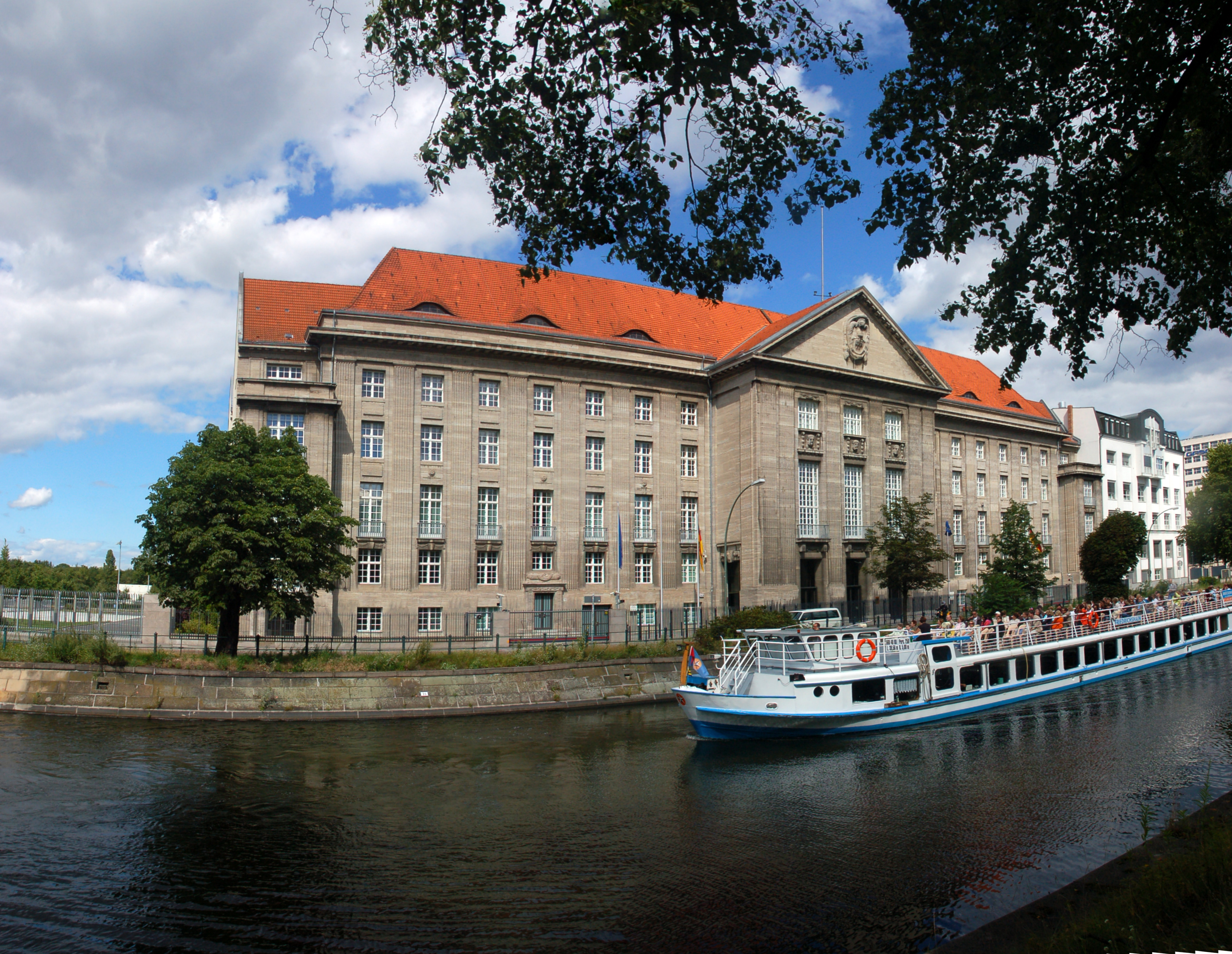
Una embarcación turística recorriendo el Landwehrkanal.

El Landwehrkanal es un canal de 10 kilómetros de longitud, paralelo al río Spree en Berlín, Alemania, construido entre 1845 y 1850 según los planos de Peter Joseph Lenné. Conecta la parte superior del río, en el Osthafen (puerto situado al este) en Friedrichshain, con su parte inferior en Charlottenburg, fluye a través de Kreuzberg y Tiergarten. 
Lenné diseñó un canal con paredes inclinadas, una anchura media de 20 m (66 pies) en la superficie y bloqueos en ambos extremos para controlar la profundidad del agua. En el curso de dos ampliaciones 1883-1890 y 1936-1941 alcanzó una amplitud de 22 m (72 pies) y una profundidad de 2 m (7 pies). Para el 2010 la vía fluvial es utilizada principalmente por embarcaciones turísticas y de recreo. En Kreuzberg una gran parte del Landwehrkanal va acompañada de la línea U1 del Metro de Berlín, que funciona en este segmento como un ferrocarril elevado. 
Después de que Rosa Luxemburgo fue asesinada el 15 de enero de 1919, su cuerpo fue lanzado al Landwehrkanal, donde fue encontrado el 1 de junio. Un monumento marca el sitio. En 1920 Anna Anderson intentó suicidarse saltando en el agua y fue rescatada por la policía. En 1932 fue terminada la construcción inicial de la Shell-Haus con vistas al canal.